# Гілмер (округ, Західна Вірджинія)
Шаблон:StateAbbr_ 38°55′ пн. ш. 80°51′ зх. д. / 38.92° пн. ш. 80.85° зх. д.
Округ  Гілмер (англ. Gilmer County) — округ (графство) у штаті  Західна Вірджинія, США. Ідентифікатор округу 54021.

## Історія
Округ утворений 1845 року.

## Демографія
За даними перепису 2000 року загальне населення округу становило 7160 осіб, усе сільське. Серед мешканців округу чоловіків було 3600, а жінок — 3560. В окрузі було 2768 домогосподарств, 1862 родин, які мешкали в 3621 будинках. Середній розмір родини становив 2,92.
Віковий розподіл населення поданий у таблиці:
| Стать    | До 15 років | 15-21 | 22-29 | 30-39 | 40-49 | 50-65 | 65-85 | Понад 85 |
| -------- | ----------- | ----- | ----- | ----- | ----- | ----- | ----- | -------- |
| Чоловіки | 558         | 617   | 402   | 445   | 478   | 612   | 433   | 55       |
| Жінки    | 576         | 509   | 359   | 418   | 487   | 601   | 502   | 108      |

## Суміжні округи
- Доддридж — північ
- Льюїс — схід
- Брекстон — південь
- Калгун — захід
- Рітчі — північний захід

## Виноски
1. ↑  U.S. Decennial Census. United States Census Bureau. Архів оригіналу за 26 квітня 2015. Процитовано 10 січня 2014.
2. ↑  Historical Census Browser. University of Virginia Library. Архів оригіналу за 11 серпня 2012. Процитовано 10 січня 2014.
3. ↑  Population of Counties by Decennial Census: 1900 to 1990. United States Census Bureau. Архів оригіналу за 3 червня 2013. Процитовано 10 січня 2014.
4. ↑  Census 2000 PHC-T-4. Ranking Tables for Counties: 1990 and 2000 (PDF). United States Census Bureau. Архів оригіналу (PDF) за 18 грудня 2014. Процитовано 10 січня 2014.
5. ↑  State & County QuickFacts. United States Census Bureau. Архів оригіналу за 7 червня 2011. Процитовано 10 січня 2014.(англ.) Наведено за англійською вікіпедією.
6. ↑  American FactFinder. Бюро перепису населення США. Архів оригіналу за 26 лютого 2012. Процитовано 31 січня 2008.

| США | Це незавершена стаття з географії США. Ви можете допомогти проєкту, виправивши або дописавши її. |